# Hutowy Groń
Hutowy Groń (ok. 670 m) – wierzchołek na południowym grzbiecie Suchej Góry w Beskidzie Żywiecko-Orawskim (w Grupie Lipowskiego Wierchu i Romanki). W dolnej części tego grzbietu są dwa wierzchołki położone w odległości około 430 m od siebie; Hutowy Groń i niżej położony Surpaja Groń.
Hutowy Groń jest w większości bezleśny, zajęty przez pola i zabudowania miejscowości Rajcza w województwie śląskim, w powiecie żywieckim, w gminie Rajcza. Jego zachodnie stoki opadają do doliny Soły i Białego Potoku (jej dopływu), południowe do doliny Nickuliny, wschodnie, najbardziej strome i porośnięte lasem do doliny potoku uchodzącego do Nickuliny. Nazwa szczytu wskazuje, że kiedyś była tutaj niewielka huta szkła, w XIX wieku wiele takich hut działało w Beskidzie Żywieckim.